# Karl Wilhelm von Gemmingen
Karl Wilhelm von Gemmingen (* 1701; † 30. Januar 1763) war baden-durlachscher Oberschenk, Kammerherr und Obristleutnant sowie Grundherr in Maienfels. 

## Leben
Er war ein Sohn des Friedrich von Gemmingen-Maienfels und der Sopha Margaretha von Gemmingen. Sein Bruder Wolf Christoph (1696–1736) starb vergleichsweise jung und hatte nur zwei im Kindesalter verstorbene Nachkommen, so dass Karl Wilhelm allein in den Besitz von Maienfels kam. Die badischen Maienfelsdragoner, die 1747 in Durlach lagen, standen unter seinem Kommando und sind nach ihm benannt. Er wurde in Mühlhausen beigesetzt.

## Familie
Er gehört dem Zweig Maienfels-Widdern innerhalb des 1. Astes (Bürg) in der III. Linie (Neckarzimmern/Bürg) der Freiherren von Gemmingen an. Er war verheiratet mit Ernestine Friederike von Pretlack. Der Ehe entstammte der Sohn Karl August Wilhelm (1740–1799), mit Tod ohne männliche Nachkommen der Unterzweig Maienfels der Familie ausstarb. Der Besitz fiel danach an die Verwandten in Widdern.